# ایستگاه گرانتس هیل
ایستگاه گرانتس هیل
یک ایستگاه از خط مرکزی و از خطوط متروی لندن است که در منطقه گرانتس هیل قرار دارد.

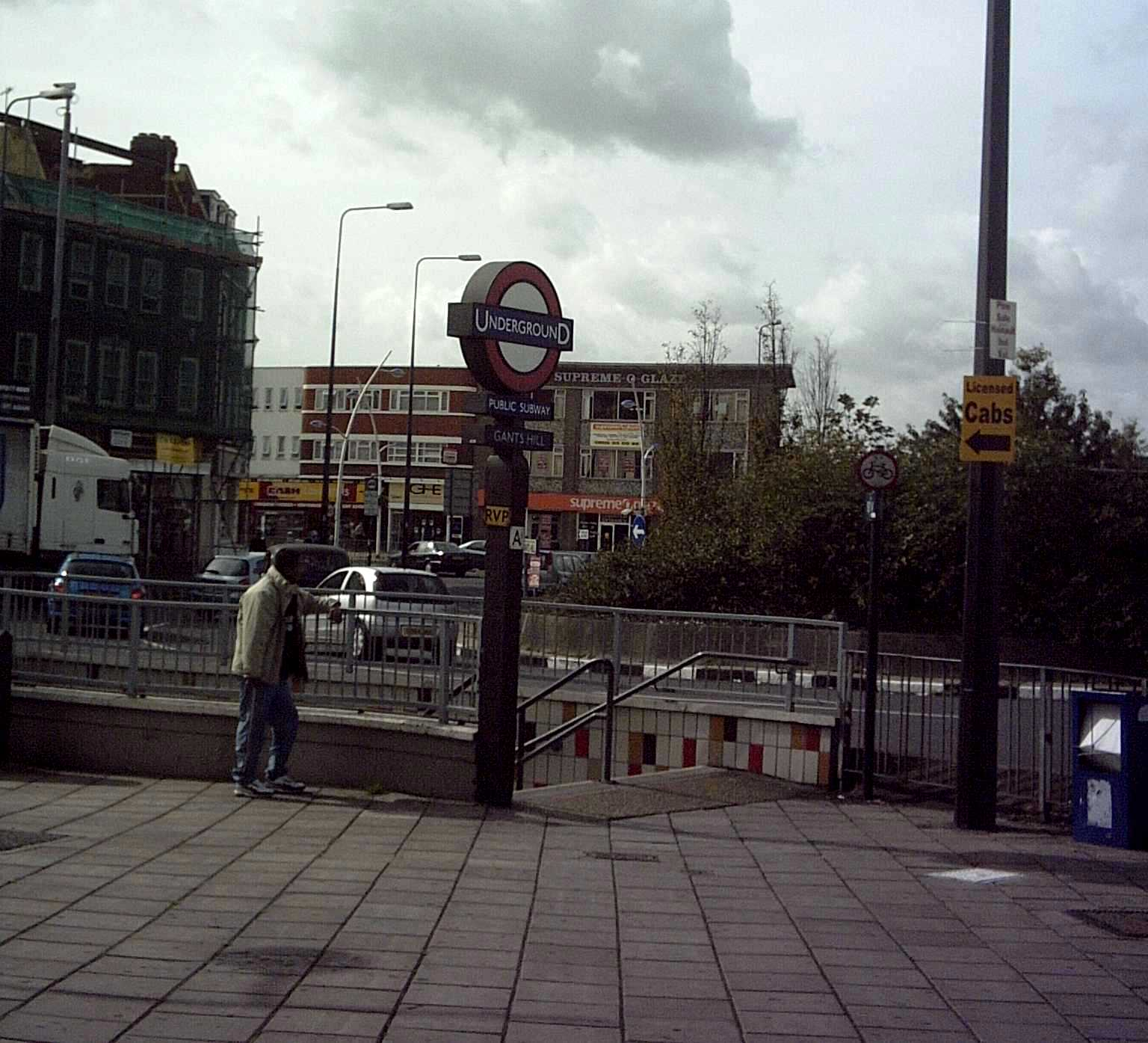

## نگارخانه

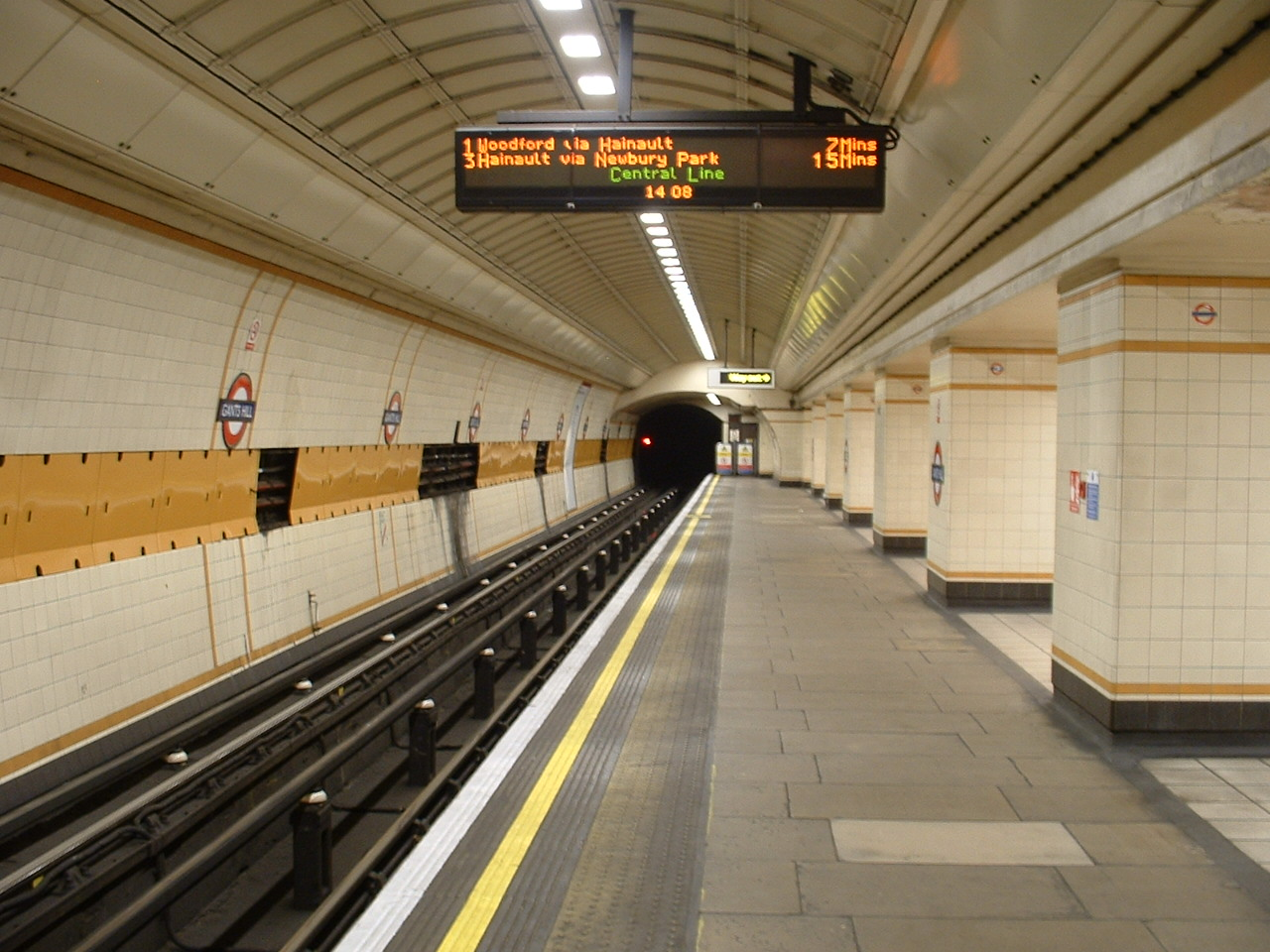
Eastbound platform
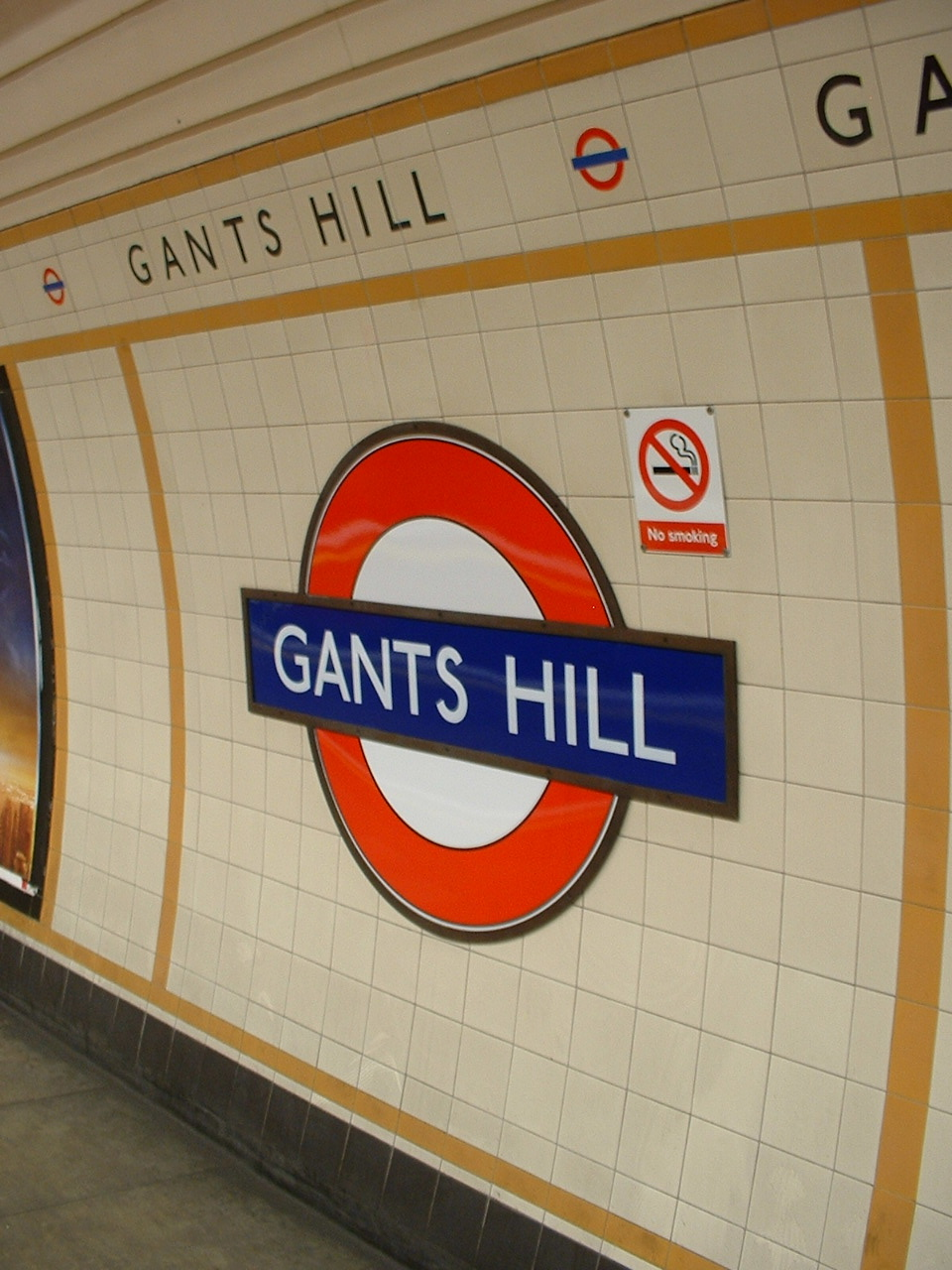
Roundel on eastbound
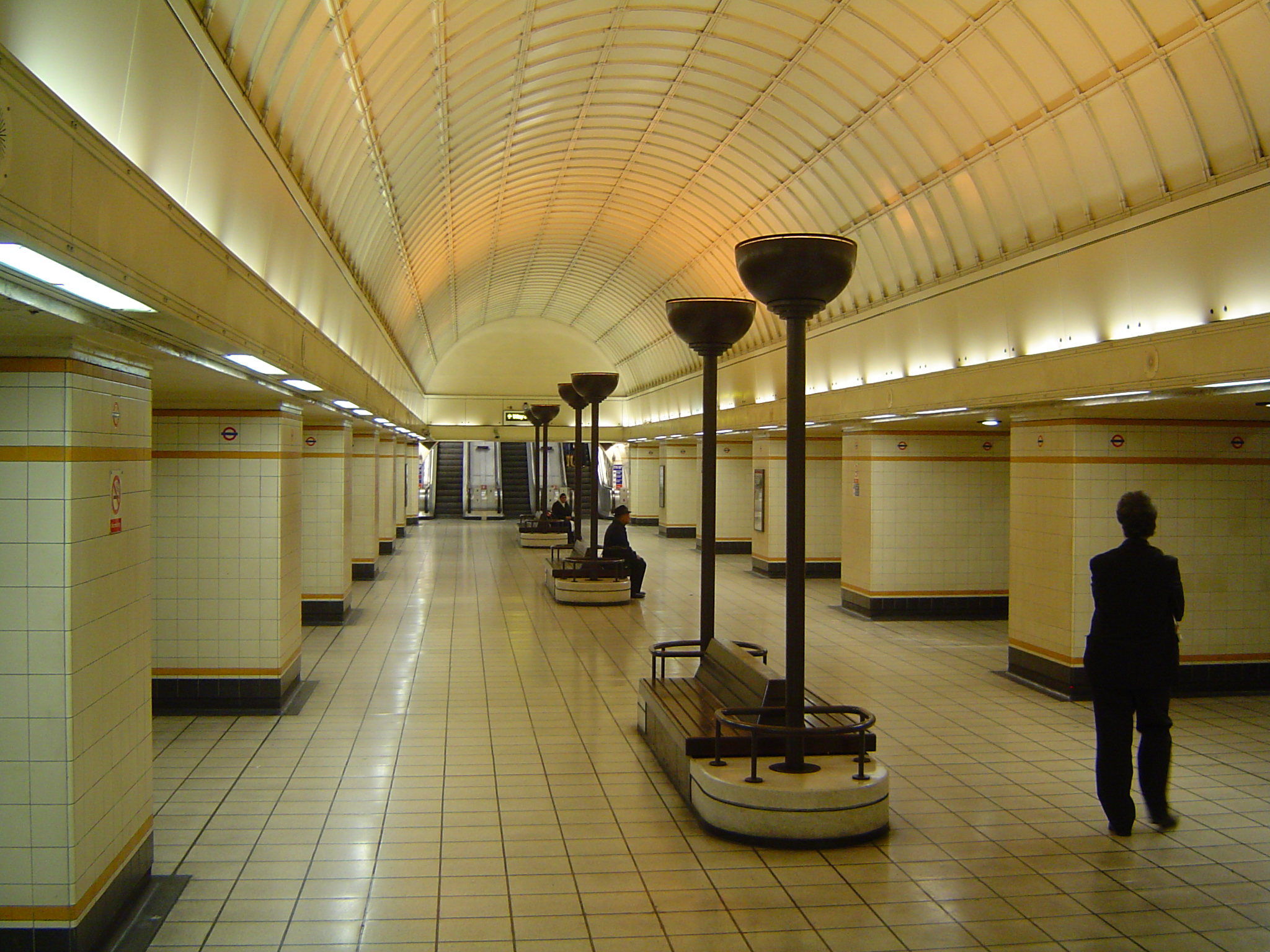
Gants Hill station

1. 1 2 3 4  "Multi-year station entry-and-exit figures" (XLS). London Underground station passenger usage data. Transport for London. June 2015. Retrieved 20 June 2015.